# Veículos de lançamento da SpaceX

Veículos de lançamento da SpaceX em escala, da esquerda para a direita, o Falcon 1, Falcon 9 v1.0, Falcon 9 v1.1, Falcon 9 v1.2 "Full Thrust", Falcon 9 Block 5, Falcon Heavy e Falcon Heavy Block 5

A SpaceX fabrica veículos de lançamento para operar seus serviços de provedor de lançamentos e para executar seus vários objetivos de exploração. A SpaceX atualmente fabrica e opera a família Falcon 9 Full Thrust de veículos de lançamento de médio porte e a família Falcon Heavy de veículos de lançamento de porte pesado, ambos equipados com motores SpaceX Merlin e empregando tecnologias VTVL para reutilizar o primeiro estágio. A partir de 2020, a empresa também está desenvolvendo o sistema de lançamento Starship totalmente reutilizável, que substituirá o Falcon 9 e o Falcon Heavy.
O primeiro veículo de lançamento da SpaceX, o Falcon 1, foi o primeiro veículo de lançamento de combustível líquido desenvolvido de forma privada a ser lançado em órbita e utilizou os motores Merlin e Kestrel da SpaceX em seu primeiro e segundo estágios, respectivamente. Foi lançado cinco vezes da Ilha Omelek entre 2006 e 2009, as variantes do Falcon 1e e do Falcon 5 foram planejadas, mas nunca desenvolvidas. O Falcon 9 v1.0, utilizando motores Merlin atualizados em ambos os estágios, foi desenvolvido como parte do programa Evolved Expendable Launch Vehicle da Força Aérea dos Estados Unidos e do programa de Commercial Orbital Transportation Services da NASA. Foi lançado pela primeira vez da Estação da Força Espacial de Cabo Canaveral em 2010 e posteriormente substituído pela série Falcon 9 v1.1 em 2013, que também foi lançado da Base da Força Espacial de Vandenberg. As variantes Falcon 9 Full Thrust e Falcon Heavy seguiram em 2015 e 2018, e são ambas lançadas do Centro Espacial John F. Kennedy, além de Cabo Canaveral e Vandenberg.

## Nomenclatura
Elon Musk, CEO da SpaceX, afirmou que o Falcon 1, 9 e o Heavy foram nomeados em homenagem a Millennium Falcon da série de filmes Star Wars.

## Veículos de lançamento atuais

### Falcon 9 "Full Thrust"

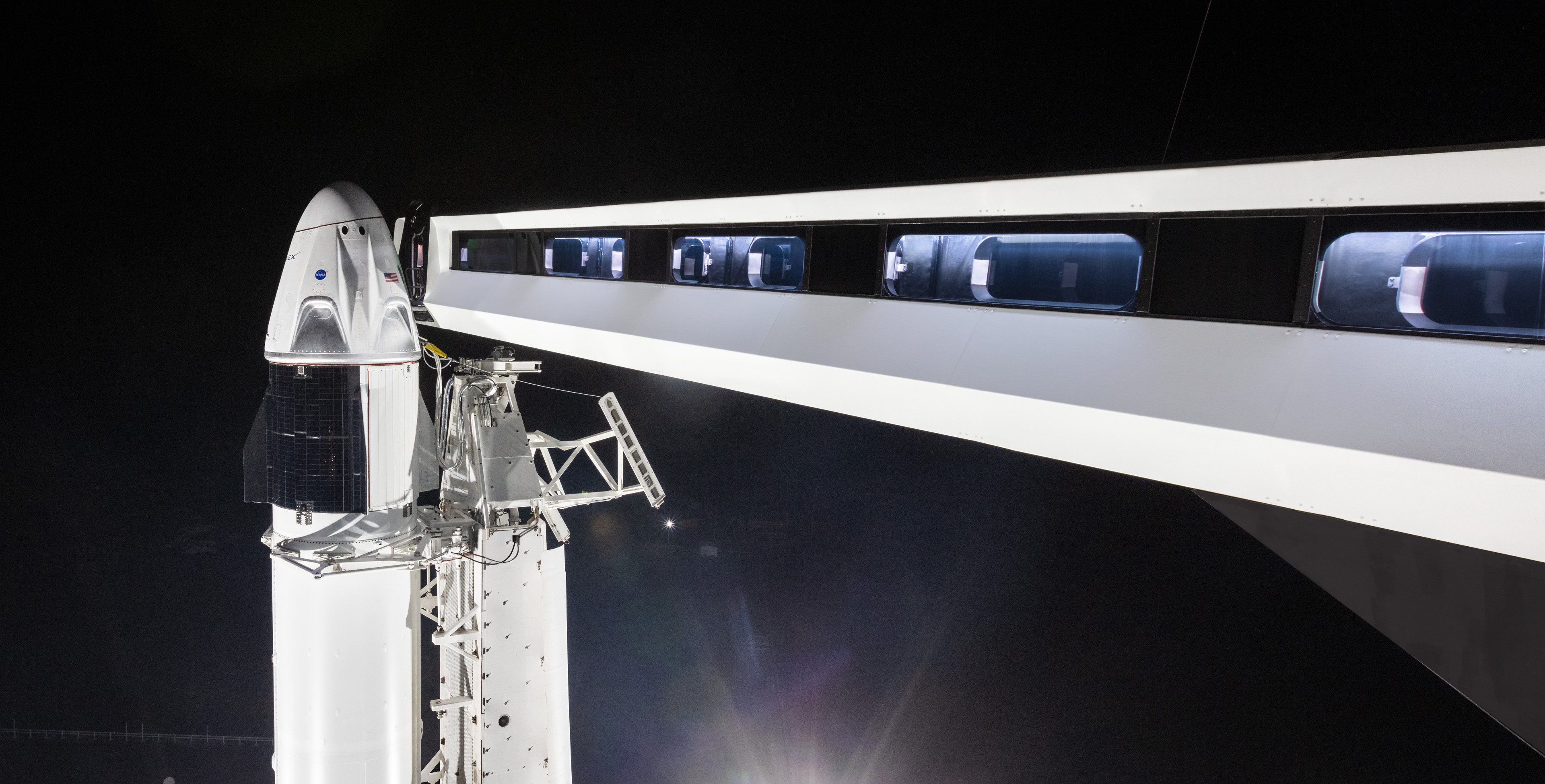
A cápsula Dragon no topo do foguete Falcon 9 antes do lançamento do Demo-1

A versão "Full Thrust" do Falcon 9 é uma versão atualizada do Falcon 9 v1.1. Foi usado pela primeira vez em 22 de dezembro de 2015 para o lançamento do ORBCOMM-2 na plataforma de lançamento do Cabo Canaveral SLC-40.
O primeiro estágio foi atualizado com um tanque maior de oxigênio líquido, carregado com propelentes sub-resfriados para permitir uma maior massa de combustível no mesmo volume de tanque. A segunda estágio também foi estendido para maior capacidade do tanque de combustível. Essas atualizações trouxeram um aumento de 33% ao desempenho do foguete anterior. Cinco subvariantes foram lançadas; apenas o Falcon 9 Block 5 ainda está ativo.
Por padrão, o primeiro estágio pousa e é reutilizado, embora possa ser descartado para aumentar a capacidade de carga útil.

### Falcon Heavy

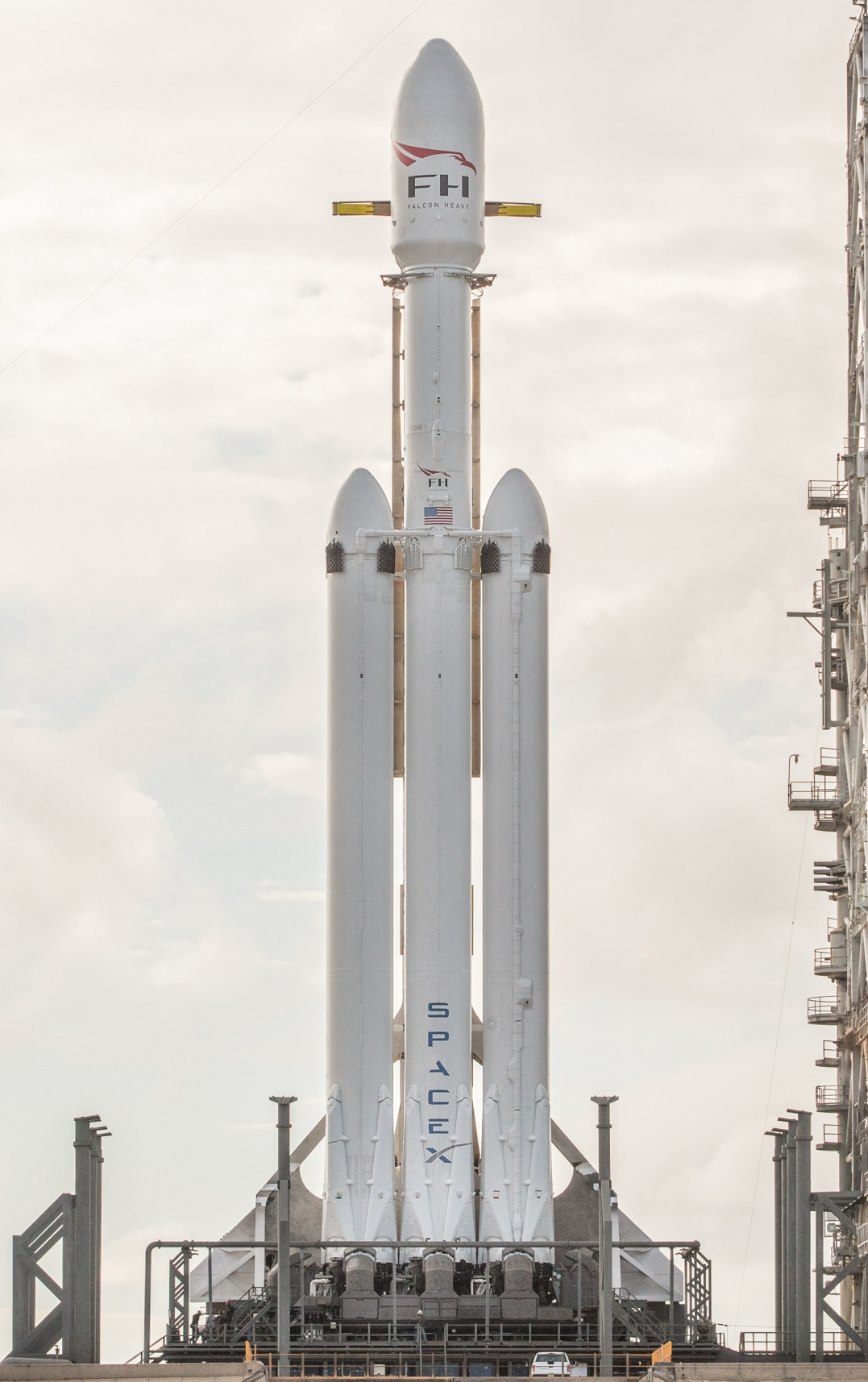
Falcon Heavy na plataforma LC-39A

Falcon Heavy é um Veículo de lançamento pesado projetado e fabricado pela SpaceX. O Falcon Heavy é uma variante do veículo de lançamento Falcon 9 que compreende três primeiros estágios do Falcon 9: um núcleo central reforçado e dois foguetes auxiliares laterais adicionais. Todos os três foguetes são projetados para serem recuperados e reutilizados, embora descarta-los sejam possíveis para aumentar a capacidade de carga útil. Os foguetes auxiliares laterais atribuídos ao primeiro lançamento do Falcon Heavy foram recuperados de duas missões anteriores do Falcon 9. A SpaceX lançou com sucesso o Falcon Heavy em 6 de fevereiro de 2018, entregando uma carga útil composta pelo Tesla Roadster pessoal de Elon Musk em uma trajetória alcançando a órbita de Marte.

## Em desenvolvimento

### Starship
O sistema SpaceX Starship foi planejado para ser um veículo de lançamento superpesado totalmente reutilizável. O veículo está em desenvolvimento pela SpaceX, como um projeto de voo espacial privado autofinanciado. Embora o estágio superior do Starship esteja atualmente sendo testado apenas em altitudes suborbitais, ele será usado em lançamentos orbitais com um estágio de foguete auxiliar adicional, o Super Heavy, onde o Starship servirá como o segundo estágio em um veículo de lançamento de dois estágios para a órbita. A combinação de espaçonave e foguete auxiliar também é chamada de Starship pela SpaceX.

## Aposentados

### Falcon 1

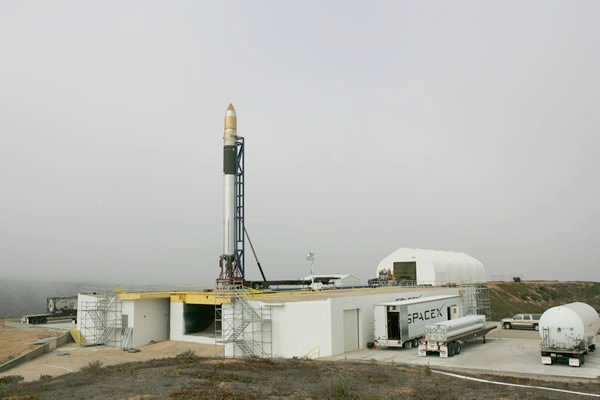
O primeiro Falcon 1 em SLC-3E

O Falcon 1 é um pequeno foguete parcialmente reutilizável, capaz de colocar algumas centenas de quilos em órbita terrestre baixa. Ele também funcionou como um teste para o desenvolvimento de conceitos e componentes para o maior Falcon 9. Os lancamentos iniciais do Falcon 1 foram lançados a partir do Local de Testes e Defesa Contra Mísseis Balísticos de Ronald Reagan do governo dos Estados Unidos, na ilha atol de Kwajalein, no Oceano Pacífico, e representou a primeira tentativa de lançar um foguete lançado no solo para orbitar a partir desse local.
Em 26 de março de 2006, o lançamento inaugural do Falcon 1 falhou apenas alguns segundos após deixar a plataforma devido a uma ruptura na linha de combustível. Depois de um ano, o segundo lançamento foi lançado em 22 de março de 2007 e também terminou em falha, devido a um problema de estabilização de rotação que fez com que os sensores desligassem automaticamente o motor Merlin no segundo estágio. O terceiro lançamento do Falcon 1 usou um novo sistema de resfriamento regenerativo para o motor Merlin de primeiro estágio, e o desenvolvimento do motor foi responsável pelo atraso do lançamento de quase 17 meses. O novo sistema de resfriamento acabou sendo o principal motivo do fracasso da missão; porque o primeiro estágio colidiu com o sino do motor do segundo estágio no momento da separação, devido ao excesso de empuxo fornecido pelo propelente residual que sobrou do sistema de resfriamento de maior capacidade do propelente. Em 28 de setembro de 2008, o Falcon 1 conseguiu alcançar a órbita em sua quarta tentativa, tornando-se o primeiro foguete de combustível líquido com financiamento privado a fazê-lo. O Falcon 1 carregou sua primeira e única carga comercial bem-sucedida em órbita em 13 de julho de 2009, em seu quinto lançamento. Nenhuma tentativa de lançamento do Falcon 1 foi feita desde 2009, e a SpaceX não está mais aceitando reservas de lançamento para o Falcon 1, a fim de concentrar os recursos da empresa em seu veículo de lançamento maior o Falcon 9 e outros projetos de desenvolvimento.

### Falcon 9 v1.0
A primeira versão do veículo de lançamento Falcon 9, Falcon 9 v1.0, foi desenvolvida em 2005–2010 e foi lançada pela primeira vez em 2010. O Falcon 9 v1.0 fez cinco lançamentos em 2010–2013, quando foi aposentado.

### Falcon 9 v1.1
Em 8 de setembro de 2005, a SpaceX anunciou o desenvolvimento do foguete Falcon 9, que tem nove motores SpaceX Merlin em seu primeiro estágio. O projeto é um veículo da classe EELV, destinado a competir com o Delta IV e o Atlas V, junto com lançadores de outras nações. Ambos os estágios foram projetados para reutilização. Um foguete Falcon 5 com design semelhante também foi planejado para caber entre o Falcon 1 e o Falcon 9, mas o desenvolvimento foi abandonado para se concentrar no Falcon 9.
A primeira versão do Falcon 9, Falcon 9 v1.0, foi desenvolvida em 2005–2010 e voou cinco missões orbitais em 2010–2013. A segunda versão do sistema de lançamento, Falcon 9 v1.1, foi aposentada.
O Falcon 9 v1.1 foi desenvolvido em 2010-2013 e fez seu lançamento inaugural em setembro de 2013. O Falcon 9 v1.1 é um foguete 60% mais pesado com 60% mais empuxo do que a versão v1.0 do Falcon 9. Inclui motores de primeiro estágio realinhados e tanques de combustível 60% mais longos, tornando-o mais suscetível a flexões durante o lançamento. Os próprios motores foram atualizados para o Merlin 1D, mais poderoso. Essas melhorias aumentaram a capacidade de carga útil de 9.000 kg para 13.150 kg.
O sistema de separação de estágios foi redesenhado e reduz o número de pontos de fixação de doze para três, e o veículo também atualizou a aviónica e software.
O novo primeiro estágio também deveria ser usado como foguete auxiliar lateral no veículo de lançamento Falcon Heavy.
A SpaceX adquiriu as instalações de teste de McGregor, Texas, da extinta Beal Aerospace, onde reformou a maior bancada de teste das instalações para os testes do Falcon 9. Em 22 de novembro de 2008, o estande testou os nove motores Merlin 1C do Falcon 9, que oferecem 770.000 libras-força (3.400 kN) de empuxo, bem abaixo da capacidade do estande de 3.300.000 libras-força (15.000 kN).
O primeiro veículo Falcon 9 foi integrado no Estação da Força Espacial de Cabo Canaveral em 30 de dezembro de 2008. A NASA estava planejando um voo para ocorrer em janeiro de 2010; no entanto, o lançamento inaugural foi adiado várias vezes e ocorreu em 4 de junho de 2010. Às 14h50 EST, o foguete Falcon 9 alcançou a órbita com sucesso.
O segundo lançamento do Falcon 9 foi o SpaceX COTS Demo Flight 1, o primeiro lançamento sob o Commercial Orbital Transportation Services (COTS) da NASA projetado para fornecer "capital inicial" para o desenvolvimento de novos foguetes. O contrato original da NASA previa que o COTS Demo Flight 1 ocorresse no segundo trimestre de 2008; este voo sofreu vários atrasos, ocorrendo às 15:43 GMT de 8 de dezembro de 2010. O foguete implantou com sucesso uma espaçonave Dragon operacional às 15:53 GMT. O Dragon orbitou a Terra duas vezes e, em seguida, fez uma reentrada controlada pousou no alvo no Oceano Pacífico, na costa do México. O primeiro lançamento do Falcon 9 v1.1 foi em 29 de setembro de 2013 da Base da Força Aérea de Vandenberg carregando várias cargas, incluindo o satélite de demonstração da tecnologia CASSIOPE do Canadá. O Falcon 9 v1.1 apresenta primeiro e segundo estágios alongados e um novo arranjo octogonal dos 9 motores Merlin 1D no primeiro estágio (substituindo o padrão quadrado dos motores na v1.0). A SpaceX observou que o Falcon 9 v1.1 era mais barato de fabricar e mais longo do que a v1.0, e também tinha uma capacidade de carga útil maior: 13.150 kg para a órbita terrestre baixa ou 4.850 kg para a órbita de transferência geoestacionária.

### Grasshopper

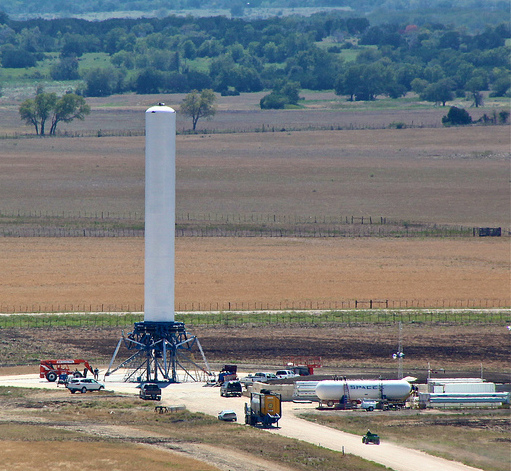
Grasshopper em setembro de 2012

O Grasshopper era um demonstrador de tecnologia experimental, veículo de lançamento suborbital reutilizável (RLV), foguete de decolagem vertical e pouso vertical (VTVL). O primeiro veículo de teste de voo VTVL, Grasshopper, construído em um tanque de primeiro estágio Falcon 9 v1.0, fez um total de oito voos de teste entre setembro de 2012 e outubro de 2013. Todos os oito voos foram provenientes das instalações de teste de McGregor, Texas.
O Grasshopper começou os testes de voo em setembro de 2012 com um salto breve de três segundos. Foi seguido por um segundo salto em novembro de 2012, que consistiu em um voo de 8 segundos que elevou a bancada de testes a aproximadamente 5.4 m do solo. Um terceiro voo ocorreu em dezembro de 2012 com duração de 29 segundos, com sobrevoo estendido sob a força do motor de foguete, no qual subiu a uma altitude de 40 m antes de descer com a força do foguete para chegar a um pouso vertical bem-sucedido. O Grasshopper fez seu oitavo e último voo de teste em 7 de outubro de 2013, voando a uma altitude de 744 m antes de fazer seu oitavo pouso vertical com sucesso. O veículo de teste Grasshopper foi aposentado.

## Cancelados

### Falcon 1e
O Falcon 1e foi uma proposta de atualização do Falcon 1. O Falcon 1e teria apresentado um primeiro estágio maior com um motor de maior empuxo, um motor de segundo estágio atualizado, uma fuselagem de carga útil maior e deveria ser parcialmente reutilizável. Seu primeiro lançamento foi planejado para meados de 2011, mas o Falcon 1 e o Falcon 1e foram retirados do mercado, com a SpaceX citando "demanda limitada", antes de sua estreia. Cargas que teriam lançado no Falcon 1 deveriam, em vez disso, ser lançadas no Falcon 9 usando capacidade excedente.
O Falcon 1e deveria ser 6.1 m mais longo do que o Falcon 1, com um comprimento total de 27.4 m, mas com o mesmo diâmetro de 1.68 m. Seu primeiro estágio tinha uma massa seca de 2.580 kg e era movido por um motor Merlin 1C atualizado alimentado por bomba que queimava 39.000 kg de RP-1 e oxigênio líquido. O tempo de funcionamento do primeiro estágio foi de cerca de 169 segundos. O segundo estágio tinha uma massa seca de 540 kg e seu motor alimentado por pressão Kestrel 2 queimava 4.000 kg de propelente. O reiniciável Kestrel 2 poderia queimar por até 418 segundos.´
O Falcon 1e planejava usar a liga de alumínio-lítio 2195 no segundo estágio, uma mudança em relação ao alumínio 2014 usado nos segundo estágio do Falcon 1.
Os lançamentos do Falcon 1e deveriam ocorrer na Ilha Omelek, parte do atol de Kwajalein nas Ilhas Marshall, e no Cabo Canaveral. No entanto, a SpaceX anunciou que consideraria outros locais, desde que haja um "caso comercial para estabelecer o local de lançamento solicitado". Após um lançamento de demonstração, o Falcon 1e foi projetado para fazer uma série de lançamentos transportando a espaçonave Orbcomm O2G, com um total de 18 satélites sendo lançados, vários por foguete. A EADS Astrium foi responsável pela comercialização do Falcon 1e na Europa.

### Falcon 5

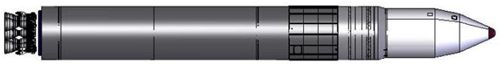
Projeto inicial do Falcon 5

O Falcon 5 foi proposto como um veículo de lançamento parcialmente reutilizável de dois estágios para a órbita.
O primeiro estágio do Falcon 5 seria movido por cinco motores Merlin, e o estágio superior por um motor Merlin, ambos queimando RP-1 com um oxidante de oxigênio líquido. Junto com o Falcon 9, teria sido o único veículo de lançamento do mundo com seu primeiro estágio projetado para reutilização.
O Falcon 5 teria sido o primeiro foguete estadounidense desde o Saturn V a ter capacidade total de motor, o que significa que, com a perda de um motor, ele ainda pode atender aos requisitos da missão queimando os outros quatro motores por mais tempo para atingir a órbita correta. Em comparação, o Ônibus espacial só tinha capacidade de saída parcial de motor, o que significa que não foi capaz de alcançar a órbita adequada queimando os motores restantes por mais tempo.
Em 2006, a SpaceX afirmou que o Falcon 5 era um Falcon 9 com quatro motores removidos. Como os lançadores estavam sendo co-desenvolvidos, o trabalho no Falcon 9 também era aplicável ao Falcon 5.

### Falcon 9 Air
O Falcon 9 Air teria sido um veículo de lançamento de vários estágios lançado pelo ar em desenvolvimento pela SpaceX em 2011-2012. O Falcon 9 Air seria transportado para a posição de lançamento e altitude por um porta-aviões da Stratolaunch Systems, o maior avião do mundo em envergadura. A carga útil para a órbita terrestre baixa foi projetada em 6.100 kg.
A propulsão para o foguete foi planejada para ser fornecida por quatro motores de foguete Merlin 1D, motores que também seriam usados no Falcon 9 v1.1 a partir de 2013, e também no Falcon Heavy em 2014. O primeiro voo do foguete Falcon 9 Air lançado do ar foi planejado para 2016.
Em dezembro de 2011, a Stratolaunch Systems anunciou que iria contratar a SpaceX para desenvolver um veículo de lançamento de múltiplos estágios, como um derivado da tecnologia do Falcon 9, chamado Falcon 9 Air, como parte do projeto Stratolaunch. Como inicialmente concebido com o veículo de lançamento SpaceX Falcon 9 Air, o Stratolaunch deveria inicialmente colocar satélites de até 6.100 kg em órbita terrestre baixa; e uma vez estabelecido como um sistema confiável, anunciou que iria explorar uma versão avaliada por humanos. O sistema pode decolar de aeródromos com comprimento mínimo de 3.700 m, e o porta-aviões do Falcon 9 Air foi proposto para viajar para um ponto de lançamento a até 2.200 km de distância do aeródromo e voar a uma altitude de lançamento de 9.100 m.
Um mês após o anúncio inicial, Stratolaunch confirmou que o primeiro estágio do veículo de lançamento Falcon 9 Air teria apenas quatro motores, não os cinco que foram mostrados no vídeo da missão em dezembro, e que seriam motores Merlin 1D.
Conforme anunciado inicialmente, Stratolaunch Systems foi um projeto colaborativo que incluiu as subcontratados da SpaceX, Scaled Composites e Dynetics, com financiamento fornecido pelo co-fundador da Microsoft, Paul Allen, empresa de gerenciamento de projetos e investimentos Vulcan Inc. Stratolaunch decidiu construir um sistema de lançamento móvel com três componentes principais: um porta-aviões (o conceito de aeronave foi projetado por Burt Rutan, mas a aeronave será projetada e construída pela Scaled Composites); um veículo de lançamento de vários estágios a ser desenvolvido e construído pela SpaceX; e um sistema de acoplamento e integração, permitindo que a aeronave carregue e libere o foguete auxiliar com segurança, a ser construído pela Dynetics, uma empresa de engenharia com sede em Huntsville, Alabama. Todo o sistema será a maior aeronave já construída; com o primeiro voo de teste do porta-aviões originalmente esperado em 2015 das instalações da Scaled Composites em Mojave, Califórnia, enquanto o primeiro lançamento de teste do foguete não era esperado antes de 2016, no momento do projeto em andamento.
Conforme o programa de desenvolvimento do Stratolaunch progrediu, ficou claro que o Stratolaunch e o integrador do sistema, Dynetics, queriam modificações no design básico do veículo de lançamento da SpaceX que a SpaceX sentia não serem estratégicas para a direção em que estavam fazendo a empresa crescer. Isso incluiu modificações solicitadas no veículo de lançamento para adicionar chines.
O desenvolvimento foi interrompido no quarto trimestre de 2012, já que a SpaceX e a Stratolaunch "concordaram amigavelmente em encerrar [sua] relação contratual porque o projeto do veículo de lançamento [Stratolaunch] [havia] se afastado significativamente do veículo derivado do Falcon previsto pela SpaceX e não se encaixa bem com modelo de negócios estratégico de longo prazo [da SpaceX]".
Em 27 de novembro de 2012, a Stratolaunch anunciou que faria parceria com a Orbital Sciences Corporation, inicialmente em um contrato de estudo de veículo lançado do ar, em vez que a SpaceX, encerrando efetivamente o desenvolvimento do Falcon 9 Air.
Em maio de 2013, o Falcon 9 Air foi eventualmente substituído no plano de desenvolvimento pelo foguete lançado do ar Pegasus II da Orbital Sciences.

## Posição competitiva
Os foguetes Falcon estão sendo oferecidos à indústria de lançamentos a preços altamente competitivos, permitindo que a SpaceX construa um grande manifesto de mais de 50 lançamentos até o final de 2013, sendo dois terços deles para clientes comerciais exclusivos de lançamentos do governo dos Estados Unidos.
Na indústria de lançamentos dos Estados Unidos, a SpaceX tem um preço bem inferior ao da concorrência. No entanto, "um tanto incongruentemente, seu principal concorrente dos Estados Unidos, a United Launch Alliance (ULA), ainda manteve (no início de 2013) um grande subsídio anual, que nem SpaceX nem a Orbital Sciences Corporation recebem, a fim de permanecer financeiramente viável, com o razão citada como falta de oportunidade de mercado, postura que parece estar em conflito com o próprio mercado."
A SpaceX lançou seu primeiro satélite em órbita geoestacionária em dezembro de 2013 (SES-8) e seguiu um mês depois com seu segundo, Thaicom 6, começando a oferecer concorrência aos fornecedores de lançamento europeus e russos que haviam sido os principais participantes no mercado de comunicações comerciais por satélite nos últimos anos.
Os preços da SpaceX prejudicaram seus principais concorrentes, o Ariane 5 e o Proton neste mercado.
Além disso, os preços da SpaceX para o Falcon 9 e o Falcon Heavy são muito mais baixos do que os preços projetados para o Ariane 6, com disponibilidade prevista para 2020, respectivamente.
Como resultado dos requisitos de missões adicionais para lançamentos governamentais, a SpaceX atribui preços às missões do governo dos Estados Unidos um pouco mais altos do que as missões comerciais semelhantes, mas observou que mesmo com esses serviços adicionais, as missões do Falcon 9 contratadas com o governo ainda têm preços bem abaixo de US$ 100 milhões (mesmo com aproximadamente US$ 9 milhões em taxas de segurança especiais para algumas missões), que é um preço muito competitivo em comparação com os preços ULA para cargas úteis do governo do mesmo tamanho.
Os preços do ULA para o governo dos Estados Unidos são de quase US$ 400 milhões para os atuais lançamentos de cargas úteis das classes Falcon 9 e Falcon Heavy.

## Comparação
|                                   | Falcon 1                      | Falcon 1e                      | Falcon 9 v1.0                                                                              | Falcon 9 v1.1                | Falcon 9 Full Thrust                             | Falcon Heavy                                                                                 |
| --------------------------------- | ----------------------------- | ------------------------------ | ------------------------------------------------------------------------------------------ | ---------------------------- | ------------------------------------------------ | -------------------------------------------------------------------------------------------- |
| Estágio 0                         | −                             | −                              | −                                                                                          | −                            | −                                                | 2 foguetes auxiliares com 9 × Merlin 1D (com pequenas atualizações)                          |
| Estágio 1                         | 1 × Merlin 1C[A]              | 1 × Merlin 1C                  | 9 × Merlin 1C                                                                              | 9 × Merlin 1D                | 9 × Merlin 1D (com pequenas atualizações)        | 9 × Merlin 1D (com pequenas atualizações)                                                    |
| Estágio 2                         | 1 × Kestrel                   | 1 × Kestrel                    | 1 × Merlin Vacuum                                                                          | 1 × Merlin Vacuum            | 1 × Merlin 1D Vacuum (com pequenas atualizações) | 1 × Merlin 1D Vacuum (com pequenas atualizações)                                             |
| Altura máx. (m)                   | 21.3                          | 26.83                          | 54.9                                                                                       | 68.4                         | 70                                               | 70                                                                                           |
| Diâmetro (m)                      | 1.7                           | 1.7                            | 3.6                                                                                        | 3.7                          | 3.7                                              | 3.7 × 11.6                                                                                   |
| Impulso inicial (kN)              | 318                           | 454                            | 4 900                                                                                      | 5.885                        | - 6.804 - 7.607 (final de 2016)                  | 22.819                                                                                       |
| Massa de decolagem (toneladas)    | 27.2                          | 38.56                          | 333                                                                                        | 506                          | 549                                              | 1.421                                                                                        |
| Diâmetro interno da fuselagem (m) | 1.5                           | 1.71                           | 3.7 ou 5.2                                                                                 | 5.2                          | 5.2                                              | 5.2                                                                                          |
| Carga útil LEO (kg)               | 570                           | 1.010                          | 10.450                                                                                     | 13.150                       | 22.800 (descartável, do Cabo Canaveral)          | 63.800 (descartável)                                                                         |
| Carga útil GTO (kg)               | −                             | −                              | 4.540                                                                                      | 4.850                        | - 8.300 (descartável) - 5.300 (reutilizável)     | 26.700 (descartável)                                                                         |
| Histórico de preços (mil. de USD) | 2006: 6.7 2007: 6.9 2008: 7.9 | 2007: 8.5 2008: 9.1 2010: 10.9 | 2005: 27 (3.6 m de fuselagem para LEO) 35 (5.2 m de fuselagem para LEO) 2011: 54 para 59.5 | 2013: 54 – 56.5              | 2014: 61.2                                       | 2011: 80 para 124 2012: 83 para 128 2013: 77.1 (≤6.400 kg para GTO) 135 (>6.400 kg para GTO) |
| Preço atual (mil. de USD)         | −                             | −                              | −                                                                                          | —                            | 62 (≤5.500 kg para GTO)                          | 90 (≤8.000 kg para GTO)                                                                      |
| Taxa de sucesso (sucesso/total)   | 2/5                           | −                              | 5/5                                                                                        | 14/15 (CRS-7 perdido no voo) | 106/106 (não incluindo a perda do AMOS 6)        | 3/3                                                                                          |

A  Pós 2008. Merlin 1A foi usado de 2006 a 2007.